# William Franklin Wight
William Franklin Wight   (1874 — 1954) foi um botânico e explorador inglês.